# Campeonato de Futsal de la OFC 2014
El Campeonato de Futsal de la OFC 2014 fue la décima edición del torneo. Se disputó del 12 al 16 de agosto en Nueva Caledonia.
Participan el seleccionado local, Nueva Caledonia; Nueva Zelanda, Tahití y Vanuatu; más Malasia, que a pesar de ser miembro de la Confederación Asiática de Fútbol fue invitada como en la edición anterior. Se enfrentaron entre sí en un sistema de todos contra todos. Finalmente, Malasia se proclamó campeón tras conseguir la mayor cantidad de puntos. Fue el segundo torneo oceánico consecutivo en donde el campeón no pertenecía a la OFC.

## Participantes
| Equipos participantes | Equipos participantes | Equipos participantes | Equipos participantes | Equipos participantes | Equipos participantes |
| --------------------- | --------------------- | --------------------- | --------------------- | --------------------- | --------------------- |
| Malasia               | Nueva Caledonia       | Nueva Zelanda         | Tahití                | Vanuatu               |                       |

## Clasificación
| Equipo          | Pts | PJ | PG | PE | PP | GF | GC | Dif |
| --------------- | --- | -- | -- | -- | -- | -- | -- | --- |
| Malasia         | 9   | 4  | 3  | 0  | 1  | 21 | 14 | 7   |
| Nueva Caledonia | 7   | 4  | 2  | 1  | 1  | 15 | 13 | 2   |
| Nueva Zelanda   | 6   | 4  | 2  | 0  | 2  | 10 | 6  | 4   |
| Tahití          | 4   | 4  | 1  | 1  | 2  | 9  | 13 | -4  |
| Vanuatu         | 3   | 4  | 1  | 0  | 3  | 12 | 21 | -9  |

## Resultados
| 12 de agosto de 2013 | Malasia      | 1:4 (1:2) | Nueva Zelanda                                         | Arène du Sud, Numea    |                        |
|                      | Zamri 11 PT' | Reporte   | Fischer 7 PT' 14 ST' · Manickum 18 PT' · Osman 12 ST' | Árbitro(s): Rex Kamusu | Árbitro(s): Rex Kamusu |

| 12 de agosto de 2013 | Vanuatu                                                 | 4:1 (3:0) | Tahití      | Arène du Sud, Numea       |                           |
|                      | Rakom 3 PT' 10 ST' · Hungai 6 PT' · Mahit 20 PT' (pen.) | Reporte   | Tehau 3 ST' | Árbitro(s): Daniel Kausuo | Árbitro(s): Daniel Kausuo |

| 13 de agosto de 2013 | Tahití                                                 | 4:4 (2:1) | Nueva Caledonia                                                    | Arène du Sud, Numea      |                          |
|                      | Smith Tino 5 PT' 14 ST' · Kavera 17 PT' · Toofa 14 ST' | Reporte   | Saihuliwa 18 PT' · Guitton 2 ST' · Paulin 7 ST' · Pourouoro 16 ST' | Árbitro(s): Francis Roni | Árbitro(s): Francis Roni |

| 13 de agosto de 2013 | Nueva Zelanda                                                       | 5:1 (2:0) | Vanuatu        | Arène du Sud, Numea      |                          |
|                      | Kamri 9 PT' · Fischer 19 PT' · Eakins 6 ST' 12 ST' · Elayyan 15 ST' | Reporte   | Tuigaloa 6 ST' | Árbitro(s): Stephane Upa | Árbitro(s): Stephane Upa |

| 14 de agosto de 2013 | Nueva Caledonia                                                                 | 6:2 (2:0) | Vanuatu                | Arène du Sud, Numea     |                         |
|                      | Saihuliwa 12 PT' 19 ST' · Pourouoro 13 PT' · Bany 11 ST' 13 ST' · Kaouwi 15 ST' | Reporte   | 11 ST' · Malapa 20 ST' | Árbitro(s): Philip Mana | Árbitro(s): Philip Mana |

| 14 de agosto de 2013 | Tahití                                 | 2:5 (0:4) | Malasia                                                       | Arène du Sud, Numea        |                            |
|                      | Steeven Tino 1 ST' · Smith Tino 20 ST' | Reporte   | Ambiah 5 PT' · Ali 16 PT' · Bakri 19 PT' · Zamri 20 PT' 3 ST' | Árbitro(s): Amitesh Behari | Árbitro(s): Amitesh Behari |

| 15 de agosto de 2013 | Vanuatu                                                      | 5:9 (0:4) | Malasia | Arène du Sud, Numea        |                            |
|                      | Hungai 9 ST' 11 ST' · Rakom 10 ST' · Dominique 10 ST' 11 ST' | Reporte   | Mohammad 3 PT' · Yatim 6 PT' 16 PT' · Bakri 12 PT' · Zamri 1 ST' 11 ST' · Zahari 2 ST' 12 ST' · Ali 19 ST' | Árbitro(s): Chris Sinclair | Árbitro(s): Chris Sinclair |

| 15 de agosto de 2013 | Nueva Caledonia           | 2:1 (0:1) | Nueva Zelanda | Arène du Sud, Numea     |                         |
|                      | Bamy 5 ST' · Kaouwi 6 ST' | Reporte   | Kamri 15 PT'  | Árbitro(s): Jainut Dean | Árbitro(s): Jainut Dean |

| 16 de agosto de 2013 | Nueva Zelanda | 0:2 (0:0) | Tahití                           | Arène du Sud, Numea        |                            |
|                      |               | Reporte   | Tehau 11 ST' · Smith Tino 19 ST' | Árbitro(s): Amitesh Behari | Árbitro(s): Amitesh Behari |

| 16 de agosto de 2013 | Malasia                                                                          | 6:3 (3:1) | Nueva Caledonia                                       | Arène du Sud, Numea        |                            |
|                      | Zahari 14 PT' · Ahmad 17 PT' · Ali 19 PT' · Mohammad 3 ST' 20 ST' · Zamri 17 ST' | Reporte   | Saihuliwa 7 PT' · Guitton 10 ST' · Poarairorua 11 ST' | Árbitro(s): Chris Sinclair | Árbitro(s): Chris Sinclair |

| Bandera de Malasia        |
| Campeón Malasia 1º título |